# Първа книга Паралипоменон
„Първа книга Паралипоменон“ (на иврит: דִּבְרֵי־הַיָּמִים) е библейска книга, част от раздела „Кетувим“ на еврейския „Танах“ и една от историческите книги на християнския Стар завет.
В православния канон „Първа книга Паралипоменон“ е поставена между „Четвърта книга Царства“ и „Втора книга Паралипоменон“. В еврейската Библия двете книги Паралипоменон са обединени в една книга.
Книгите Паралипоменон (буквално, „пропуснати неща“, „пропуснато“) са допълнение към четирите книги Царства, като първата описва историята от създаването на света до смъртта на цар Давид.